# Route nationale 59a (Madagaskar)
Die Route nationale 59a (RN 59a) ist eine 3,7 km lange Nationalstraße in der Region Sava im Nordosten von Madagaskar. Sie beginnt an der RN 5a in der Ortschaft Androrona und führt in nordöstlicher Richtung nach Vohémar (Iharana) an der Nordostküste.